# Robert Falckenberg
Karl Franz Robert Falckenberg (* 12. August 1889 in Erlangen; † 26. Dezember 1944 in Kempten (Allgäu)) war ein deutscher Jurist, Offizier in beiden Weltkriegen und Richter am Volksgerichtshof.

## Leben
Als Sohn des Philosophen Richard Falckenberg (1851–1920) und seiner Ehefrau Else Pielke besuchte er das Gymnasium in Erlangen. Sein Bruder war der Mathematiker Otto Richard Hans Falckenberg (1885–1946). Nach dem Abitur studierte er Philosophie in Leipzig, Berlin, Greifswald, Erlangen und Kiel. 1915 schloss er das Studium mit der Promotion zum Dr. phil. ab. Während seines Studiums wurde er 1908 Mitglied der Burschenschaft der Bubenreuther in Erlangen.
Im Ersten Weltkrieg wurde er als Oberleutnant der Reserve eingezogen und diente als Batterieführer und Adjutant eines Regimentskommandeurs. Von 1920 bis 1923 war er Mitglied der Deutschnationalen Volkspartei und arbeitete als deren Geschäftsführer in Bayern.
Ab 1922 studierte er Rechtswissenschaften und promovierte zum Dr. jur. Ab 1926 war im bayerischen Justizdienst als Staatsanwalt und Richter unter anderem in Nürnberg und Selb tätig, danach in Bad Reichenhall als Oberamtsrichter. Er trat der Organisation der Frontsoldaten, dem Stahlhelm, bei und war Mitglied im Nationalsozialistischen Rechtswahrerbund (NSRB). Zum 1. Mai 1937 trat er in die NSDAP ein (Mitgliedsnummer 5.827.205) und wurde im selben Jahr zum Landgerichtsdirektor in Kempten ernannt.
Der Zweite Weltkrieg unterbrach seinen juristischen Dienst; von 1939 bis 1941 diente er wieder als Offizier im Rang eines Majors der Reserve. Vom 30. September 1942 bis 31. März 1943 war er als Hilfsrichter an den Volksgerichtshof in Berlin abgeordnet. Nach Vorlage eines von ihm veranlassten ärztlichen Attestes über seine Kriegsdienstbeschädigung wurde von einer Verlängerung dieser Tätigkeit abgesehen. Er nahm ab April 1943 seine Arbeit am Landgericht Kempten wieder auf. Im Dezember 1944 verstarb er an einer Sepsis.

## Schriften
- Die Realität des objektiven Geistes bei Hegel, Leipzig 1915/1916 (Doktorarbeit).
- Die föderalistischen Elemente in der deutschen Reichsverfassung, Erlangen 1925 (Doktorarbeit).